# André Demetz
André Demetz (10 de dezembro de 1902, Dijon - 17 de novembro de 1977, Monthelon) foi um general francês. Foi Chefe do Estado-Maior do Exército de 1º de outubro de 1959 a 29 de junho de 1960 e governador militar de Paris de 30 de junho de 1960 a 30 de novembro de 1962.

## Carreira militar
André Demetz se formou na Escola Militar Especial de Saint-Cyr na promoção du Souvernir ("da Memória", 1921-1923) e ingressou na arma de cavalaria. Ainda jovem oficial, participou dos estudos que prepararam a criação da Diretoria de Arma Blindada e da Cavalaria (A.B.C.).
De 1939 a 1940, serviu na 3ª Divisão Leve Mecânica, bem como na 4ª Divisão Couraçada, onde foi colocado sob as ordens do Coronel de Gaulle.
Em 1943, juntou-se às forças da França Livre através da Espanha e assumiu o comando do 2º Regimento de Dragões nas campanhas da Provença, dos Vosges e da Alsácia. A partir de fevereiro de 1945, tornou-se chefe do Estado-Maior do 1º Exército do General de Lattre de Tassigny.
Em 1946, assumiu o comando da 25ª Divisão Aerotransportada, primeira grande unidade desse tipo na França; e, na qualidade conjunta de inspetor das tropas aerotransportadas, estabeleceu o regulamento da nova arma. Em 1950, tornou-se chefe da Escola Superior de Guerra. Em 1952, comandou a 1ª Divisão Blindada na Alemanha, antes de ser nomeado adjunto do general comandante das forças francesas que ocupavam a Alemanha.
Depois de ter sido assessor técnico no gabinete do ministro delegado à presidência do conselho, Gaston Palewski, tornou-se general de corpo de exército em 1956 e comandou a VI região militar (Metz). Poucos meses depois, foi enviado para o SHAPE (Supremo Comando Aliado da Europa) como vice-chefe do Estado-Maior para planos e logística.
Em 1958, foi promovido a general do exército e ascendeu ao cargo de major-general dos exércitos (major général des armées, MGA), depois vice-chefe do Estado-Maior da Defesa Nacional a partir de 1959. No mesmo ano, foi nomeado chefe do Estado-Maior do Exército, e depois governador militar de Paris em 1960; cargo que ocupou até 1962.